# Бакішева Ніна Петрівна
Ба́кішева Ніна Петрівна (*27 червня 1927, село Іваново-Вознесенськ, Вавозький район) — удмуртська актриса, заслужений артист Удмуртської АРСР (1954) та РРФСР (1960), народний артист Удмуртської АРСР (1958).
Ніна Петрівна закінчила в 1944 році Можгинський педагогічний технікум, в 1951 році — Ленінградський театральний інститут імені А. Н. Островського. Після закінчення вузу стала однією з ведучих актрис Удмуртського драматичного театру.
Її героїні — жінки з сильним характером, з нелегкою, під час трагічною, долею. У виконавському мистецтві обмежено співіснують яскрава зовнішня форма та глибока життєва і художня правда. Основні ролі:
- Поля — «Міщани» Максима Горького
- Васнецова — «Лыз зарезь тулкымъяське» («Хвилюється синє море») Василя Садовникова та Михайла Троніна
- Фатима — однойменна п'єса Кости Хетагурова та М.Козлова
- Аннок — однойменна п'єса Гната Гаврилова
- Ніна Зарічна — «Чайка» Антона Чехова
- Васса Железнова — однойменна п'єса Максима Горького
- Мавра Тарасівна — «Правда добре, а щастя краще» Олександра Островского

Бакішева нагороджена орденом «Знак Пошани» (1958), її ім'я занесене в Почесну книгу трудової слави та героїзму Удмуртії (1981).